# Agave arcedianoensis
Agave arcedianoensis är en sparrisväxtart som beskrevs av Cházaro, O.M.Valencia och A.Vázquez. Agave arcedianoensis ingår i släktet Agave och familjen sparrisväxter. Inga underarter finns listade i Catalogue of Life.